# Ibrahim Sultan Ali
Ibrahim Sultan Ali (Cheren, marzo 1909 – Il Cairo, 1º settembre 1987) è stato un politico, imprenditore e attivista eritreo.
È stato, assieme a Uoldeàb Uoldemariàm, fra i primi sostenitori dell'indipendenza dell'Eritrea. Fu il fondatore della Lega Musulmana dell'Eritrea.

## Biografia
Dopo l'educazione in scuole islamiche ed italiane, lavorò dal 1922 al 1926 presso la Ferrovia eritrea come capostazione. Parlava fluentemente il tigrino, l'arabo e l'italiano.
Dal 1926 al 1941 fu il responsabile per gli Affari islamici per conto dell'Amministrazione coloniale italiana, continuando a lavorare, per un breve periodo, per l'amministrazione britannica. Fondò successivamente, a Tessenei, una moderna industria lattiero casearia, per diventare poi funzionario della Camera di Commercio dell'Eritrea.
Fondatore nel 1941 dell'Associazione patriottica (primo nucleo della futura Lega Musulmana), s'impegnò per la liberazione dei servitori agricoli di etnia tigré. Fu, assieme a Uoldeàb Uoldemariàm e Vincenzo Di Meglio, una delle figure centrali nella fondazione del Blocco Indipendenza (luglio 1949).
Di fronte alle Nazioni Unite, chiamate a pronunciarsi sul futuro del paese, intraprese una dura battaglia per sostenere le ragioni dell'indipendenza.
Fondò poi il Fronte Democratico Eritreo, di cui divenne Segretario Generale (gennaio 1951). Fu poi componente dell'Assemblea Nazionale.
Successivamente costretto all'esilio (1958), aderì al Fronte di Liberazione Eritreo, da cui poi uscì nel 1970 per dare vita alle Forze di Liberazione Popolare, movimento precursore del Fronte di Liberazione del Popolo Eritreo, ritrovando il vecchio alleato Woldeab Woldemariam. Rimase comunque critico verso ogni gruppo e frazione, facendo appello all'unità di tutti gli eritrei.
Morì al Cairo, dopo una lunga malattia, il 1º settembre 1987 (giorno che, ironia della sorte, coincide con quello in cui si celebra la Rivoluzione eritrea). Fu sepolto a Cassala il 5 settembre successivo.